# Zelo
En la mitología griega Zelo o Zelos (en griego: Ζῆλος, Zḗlos)  era el dios y la personificación del «Fervor». Dio en español el vocablo ‘zelote’ o ‘celo’. El sustantivo ζῆλος (zélos) significa «ardor, celo, fervor, emulación», pero figuradamente también «envidia, celos». 
Zelo nunca superó su fase de asbtracción personificada y por lo tanto casi no es mencionado en la mitología. En la Teogonía se dice que era hijo de Estigia y del titán Palas, y hermano por tanto de Nike (la Victoria), Cratos (la Fuerza) y Bía (la Violencia), formando con ellos parte del séquito de Zeus. Higino, autor romano, dice que de la unión entre el gigante Palante y Estigia nacieron Escila, Vis (Bía), Invidia (Zelo), Potestas (Cratos) y Victoria (Nike). Su paralelo mitológico es Ptono, la «Envidia» personificada, pero a diferencia de Zelo tiene alguna actuación en los mitos.   
Cuando se usa como sustantivo común, y no como teónimo, zélos (ζῆλος) significa ‘envidia’ y ‘celos’. Así es citado por algunos autores, como Hesíodo («la envidia murmuradora, gustosa del mal y repugnante, acompañará a todos los hombres miserables») y Opiano («iOh padre Zeus, qué salvaje es el corazón de los celos»).

## Cristianismo
Se considera que posteriormente la Iglesia católica adaptó esta personificación a su doctrina (considerando solo su aspecto relacionado con el fervor religioso), dotando a Zelo de alas y sustituyendo la lámpara y el látigo por un evangelio y una espada de fuego. De acuerdo a la interpretatio graeca también se le asocia con el jinete del caballo blanco, que representa la conquista o gloria.